# Fanambana
Fanambana är ett släkte av fjärilar. Fanambana ingår i familjen tandspinnare.
Kladogram enligt Catalogue of Life:
| Fanambana | \| \| Fanambana anomoeotina \| \| \| \| \| \| Fanambana pyralidina \| \| \| \| |
|           | \| \| Fanambana anomoeotina \| \| \| \| \| \| Fanambana pyralidina \| \| \| \| |
|           | Fanambana anomoeotina                                                          |
|           |                                                                                |
|           | Fanambana pyralidina                                                           |
|           |                                                                                |

## Bildgalleri

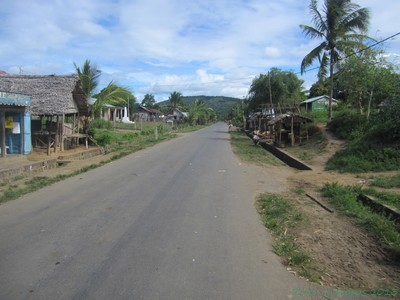
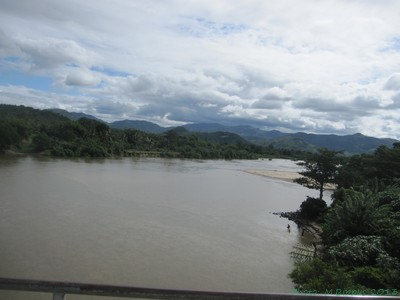